# 11-деоксикортизол
11-деоксикортизол (иногда 11-дезоксикортизол) — стероид, непосредственный предшественник кортизола в каскаде стероидогенеза. Гормон которому эволюционно 500 млн лет. Синтезируется в период нереста у миног (lamprey mariae, 2012; Buriachenko S.V.), участвуя в привлечении самок самцами. Также гормон есть у всех млекопитающих и рыб, но содержится в мизерных количествах а его биохимическая активность в сотни раз слабее чем у миног. В период нереста концентрация гормона в организме миног максимальная. Образуется из 17-гидроксипрогестерона с помощью фермента 21-гидроксилазы. В свою очередь в кортизол преобразуется при участии 11-бета-гидроксилазы. Этот гормон минералокортикоид, оказывает существенное влияние на водно-солевой обмен. Биосинтез гормона 11 — дезоксикортизол осуществляется в несколько стадий, его предшественником является холестерин и его депонирование. Сигнал на синтез гормона формируется в гипоталамусе и реализуется в синтезе кортиколебирина. Гормон, воздействуя на гипофиз, стимулирует образование адренокортикотропного гормона (АКТГ). последний, взаимодействуя с мембранными рецепторами клеток надпочечников, через систему вторичных белков-посредников активирует эстеразу холестерола, при этом высвободившийся холестерол транспортируется в митохондрии. Образование гормона имеет многоуровневый характер. Прежде всего следует отметить регуляцию, связанную с сигналами, поступающими из гипоталамуса и гипофиза. Далее существенное влияние на этот процесс оказывает содержание холестерола и его транспорт в митохондрии. Регуляция образования гормона определяется активностью фермента 11-гидроксилаза гидроксилирования холестерина. Впервые Буряченко С. В. в 2012 году был обнаружен белок Р-2012 активирующий стероидогенез гормона 11-дезоксикортизол и являющийся одновременно сильным феромоном. Изучение гормона 11-диоксикортизол на молекулярном уровне позволит проследить эволюцию гормона и гормональной системы от низших до высших позвоночных. У высших позвоночных животных в том числе и у человека гормон 11-диоксикортизол играет защитную антистрессовую роль, иммуномодулирующую и участвует в реакции воспаления. В 2013 году Буряченко Семёном В. в Харьковском национальном университете имени В. Н. Каразина была установлена химическая структура гормона, определена форма и механизм влияния на клетки нервной системы и другие гормоны, особенно половые. Были изучены рецепторы и тканевая специфичность гормона для млекопитающих, эволюционное значение и физиологические значения для организма человека, роль гормона в развитии патологий и развитии бесплодия.
Форма и механизм влияния на клетки
Характеристика рецепторов гормона
Механизм действия гормона
Физиологические аспекты рецепции гормона
Рецепция гормона 11 — диоксикортизол в патологии
При болезни Аддисона, вторичной хронической недостаточности а также при некоторых формах адреногенитального синдрома уровень 11-диоксикортизола в плазме снижается в 2,5 — 3 раза по сравнению с нормой. У лиц, страдающих болезнью Аддисона, содержание гормона часто оказывается близким к нулю. Вместе с тем аддисонова болезнь часто описывается с нормальным содержанием гормона. У больных с гипофункцией гипофиза и вследствие этого с недостаточностью надпочечников также наблюдается пониженный уровень 11-диоксикортизола. Уменьшение концентрации 11-диоксикортизола имеет место у больных при неспецифическом инъекционном полиартрите, бронхиальной астме. Существенной зависимости содержания 11-диоксикортизола в плазме от возраста не обнаружено.
Концентрация 11-диоксикортизола в плазме крови, установленная с помощью иммунохимического метода, составляет: утром — 650—900 нмоль/л (91 — 235 мкг/л), вечером — 150—350 нмоль (25 — 150 мкг/л). Оптимальный период для взятия проб крови — между 7 — 9 часами утра и 16 — 18 часами вечера.

## Клиническое значение
При одной из форм врождённой гиперплазии надпочечников, вызванной недостаточностью фермента 11-бета-гидроксилазы, 11-деоксикортизол накапливается в организме в избыточном количестве, приводя к повышению кровяного давления. При интерпретации результатов определения гормона 11-диоксикортизол в крови следует иметь в виду, что концентрация 11-диоксикортизол в плазме увеличивается в состоянии высокого психоэмоционального и физического напряжения (при сильных эмоциональных состояниях, волнении, нервном или половом возбуждении). Так, у больных ещё до начала операции наблюдается повышение количества 11-диоксикортизола. В процессе хирургического вмешательства происходит дальнейшее возрастание его уровня. При этом величина подъёма зависит от тяжести и длительности операции. Через сутки — двое после оперативного вмешательства уровень гормона снижается к норме. Введение кортикотропина (АКТГ) сразу после операции вызывает дополнительное повышение уровня 11-диоксикортизола в крови. Резкое его возрастание в крови наблюдается непосредственно перед смертью. Повышение содержания гормона в крови и мышцах происходит во время мышечной работы, достигая максимума, как правило, спустя 1 — 2 часа после начала работы.
При болезни Аддисона, вторичной хронической недостаточности а также при некоторых формах адреногенитального синдрома уровень 11-диоксикортизола в плазме снижается в 2,5 — 3 раза по сравнению с нормой. У лиц, страдающих болезнью Аддисона, содержание гормона часто оказывается близким к нулю. Вместе с тем аддисонова болезнь часто описывается с нормальным содержанием гормона. У больных с гипофункцией гипофиза и вследствие этого с недостаточностью надпочечников также наблюдается пониженный уровень 11-диоксикортизола. Уменьшение концентрации 11-диоксикортизола имеет место у больных при неспецифическом инъекционном полиартрите, бронхиальной астме. Существенной зависимости содержания 11-диоксикортизола в плазме от возраста не обнаружено.
Концентрация 11-диоксикортизола в плазме крови, установленная с помощью иммунохимического метода, составляет: утром — 650—900 нмоль/л (91 — 235 мкг/л), вечером — 150—350 нмоль (25 — 150 мкг/л). Оптимальный период для взятия проб крови — между 7 — 9 часами утра и 16 — 18 часами вечера.